# The Rock Invasion Tour
The Rock Invasion Tour er en verdensturné af det amerikanske rockband Smashing Pumpkins. Det var bandets anden verdensturné og til fordel for studiealbummet Siamese Dream, der blev udgivet i juli 1993. Verdensturnéen varede fra 30. juli 1993 til 4. september 1994. 
Verdensturnéen bestod af 197 koncerter i 135 byer fordelt på 16 lande. Koncerterne fandt sted i Nordamerika, Europa, Asien og Oceanien. Bandet bestod af Billy Corgan, James Iha, D'arcy Wretzky og Jimmy Chamberlin. 
Tidligt på turnéen kom Smashing Pumpkins forbi Danmark, og bandet spillede på Loppen i København d. 25. august 1993. 

## Sange
Eftersom verdensturnéen blev foretaget i forbindelse med udgivelsen af Siamese Dream, spillede bandet primært sange fra det nye album. De mest spillede sange var singlerne "Today", "Disarm" og "Cherub Rock". Den mest spillede ikke-single var "Geek U.S.A.", mens "Luna" blev det nummer fra Siamese Dream, der blev spillet færrest gange. Fra debutalbummet Gish udgivet i 1991 blev singlerne "I Am One", "Siva" og "Rhinoceros" blandt de mest spillede på turnéen, mens b-siden "Starla" og "Drown" fra Singles-soundtracket også blev spillet flittigt.

### De 10 mest spillede sange
| Sang          | Antal koncerter | Udgivelse     |
| ------------- | --------------- | ------------- |
| "Today"       | 104             | Siamese Dream |
| "Disarm"      | 103             | Siamese Dream |
| "Cherub Rock" | 100             | Siamese Dream |
| "Geek U.S.A." | 97              | Siamese Dream |
| "Rocket"      | 96              | Siamese Dream |
| "Hummer"      | 92              | Siamese Dream |
| "Quiet"       | 92              | Siamese Dream |
| "Soma"        | 91              | Siamese Dream |
| "I Am One"    | 90              | Gish          |
| "Silverfuck"  | 86              | Siamese Dream |

## Bandet
- Billy Corgan (sang, guitar)
- James Iha (guitar)
- D'arcy Wretzky (bas)
- Jimmy Chamberlin (trommer)
- Eric Remschneider (cello) (50 koncerter)
- Jimmy Flemion (én koncert)
- Kerry Brown (én koncert)

## Koncerten på Loppen d. 25. august 1993
Koncerten på Loppen varede halvanden time og var bandets anden i Danmark. The Verve var opvarmningsband og spillede, inden Smashing Pumpkins gik på. 
Under koncerten kommenterede forsanger og guitarist Billy Corgan på det danske fodboldlandsholds EM-triumf i 1992 og sagde: "Jeg hørte, at jeres fodboldhold vandt. Tillykke!" Corgan beklagede sig også over, at han ikke nåede at få set så meget af København: "Jeg fik ikke set så meget af København i dag, men jeg oplevede, at nogle prøvede at sælge mig noget hash. Nogle prøvede at sælge mig nogle beads. Nogle prøvede at sælge mig bootlegs. Det var fantastisk. Jeg elsker jeres land."

### Sætliste
- "Bury Me"
- "Rocket"
- "Today"
- "Quiet"
- "Rhinoceros"
- "Hummer"
- "I Am One"
- "Soma"
- "Geek U.S.A."
- "Drown"
- "Siva"
- "Cherub Rock"
- "Disarm"
- "Silverfuck"
- "Over the Rainbow"
- "Jackboot"
- "Star Sprangled Banner"

### Bandet
- Billy Corgan (sang, guitar)
- James Iha (guitar)
- D'arcy Wretzky (bas)
- Jimmy Chamberlin (trommer)

### Download kopi
Koncerten fra Loppen kan downloades gratis på Live Music Archive.